# Comptella
Comptella là một chi ốc biển, là động vật thân mềm chân bụng sống ở biển thuộc họ Muricidae, họ ốc gai.

## Các loài
Các loài thuộc chi Comptella bao gồm:
- Comptella coronata Dell, 1956[2]
- Comptella curta (Murdoch, 1905)[3]
- Comptella devia (Suter, 1908)[4]